# Часовникова кула (Ботевград)
Часовниковата кула в Ботевград е символ на града и е част от Стоте национални туристически обекта на България. С подновен часовников механизъм, тя все още сигнализира всеки кръгъл час със съответен брой камбанни звънове. Построена е през 1866 г.

## История
Кулата е построена като част от мащабно строителство през 1866 г. по повод обявяването на село Самунджиево за град и околийски център по предложение на Мидхад паша от врачежанския майстор Вуно Марков. Часовниковият механизъм е направен от местния железар Генчо Наков, а камбаната – от банския майстор Лазар Димитров.
Първоначално на върха на кулата имало дървена къщичка, от която на всеки кръгъл час излизал турчин с фес, който се покланял докато камбаната отброявала часа. След Освобождението местните хора свалят и изгарят турския символ.
През 1924 г. до кулата е пристроено читалище. След половин век, при реставрация на кулата, читалището е премахнато, а до кулата е засадена дугласка ела. Дръвчето израства през годините докато на височина почти достига кулата. То става едно от любимите дървета на ботевградчани и години наред бива украсявано за коледните и новогодишни празници. Порасналото дърво обаче е твърде близо до кулата, и по оценка на лесовъда Йордан Кюрпанов – корените му застрашават символа на града. Дървото е отсечено, а в другия край на площада са засадени три нови дървета.
В своята вековна история, архитектурният паметник на културата е претърпял строително-ремонтни, консервационно-реставрационни и художествени дейности, за да запази възрожденския си стил и вид.

## Туризъм
Часовниковата кула е сред 100-те Национални туристически обекти. Печатът за този обект се намира в историческия музей в града.

## Описание
Часовниковата кула е един от малкото архитектурни паметници в Общината от епохата на Възраждането. Разположена е в централната част на града и перспективно затваря всички улици, които извеждат към нея.

### Архитектура
Височината ѝ е 30 метра, което я прави най-високата часовникова кула в България. Отличителни белези са нейните барокови елементи и стенописите, украсяващи вълнообразните корнизи. Тя съдържа аналогични архитектурни елементи с тези на пловдивските и копривщенските къщи и заострено кубе, което напомня формите на мохамеданската архитектура. Украсена е със сини фрески. Долната част на кулата е каменна зидария с вратичка, през която се влиза вътре за обслужване и навиване на часовниковия механизъм. Следват вълнообразна и най-отгоре – шестоъгълна надстройки с намаляващи диаметри.
За изграждането ѝ са използвани едри ломени камъни от кариерата при село Боженица и дървен материал от района на село Врачеш. Състои се от три пропорционални части с обща височина от 30 метра. В основата си е квадрат с височина 11 метра, издигнат от ломен камък. Следващият пояс е стеснен и ръбовете му са очертани от полуколони, завършващи с корниз, а стените имат леко вълнообразна форма, която заедно с корниза придава изящност на постройката. Горната част се издига над корниза и се стеснява още повече. Тя има шестоъгълна форма и в нея е монтиран часовник с камбана. През 1870 г. е поставен ветропоказател.
От входа на кулата до последната ѝ част започва спираловидно направена дървена стълба, която отвежда до часовниковия механизъм. Мелодичният камбанен звън се чува в радиус от 3 km.

### Часовников механизъм
Оригиналният часовников механизъм е изработен от Генчо Наков „Кантарджията“ и се съхранява в Ботевградския музей. Новият е дело на майстори от Етъра и също отброява часовете с камбанни звънове.
- Работещият часовниковият механизъм
- Оригиналният часовников механизъм
- Тежестите на механизма
- Стълбището гледано от долу нагоре
- Стълбището гледано от горе надолу
- Часовниковият механизъм в действие